# جو لانغ كيرشاو
جو لانغ كيرشاو (بالإنجليزية: Joe Lang Kershaw)‏ هو سياسي أمريكي، ولد في 27 يونيو 1911 في لايف أوك في الولايات المتحدة، وتوفي في 7 نوفمبر 1999 في ميامي في الولايات المتحدة بسبب قصور القلب. حزبياً، نشط في الحزب الديمقراطي. وقد انتخب عضو مجلس نواب فلوريدا.